# Port lotniczy Bandar Lengeh
Port lotniczy Bandar Lengeh (IATA: BDH, ICAO: OIBL) – port lotniczy położony w Bandar Lengeh, w ostanie Hormozgan, w Iranie.